# Żeńsko (powiat choszczeński)
Żeńsko (niem. Schönfeld) – wieś sołecka w Polsce położona w województwie zachodniopomorskim, w powiecie choszczeńskim, w gminie Krzęcin, w pobliżu jeziora Żeńskiego. W latach 1975–1998 miejscowość administracyjnie należała do województwa gorzowskiego. W roku 2007 wieś liczyła 322 mieszkańców. 

## Geografia
Wieś leży około 4 km na północny wschód od Krzęcina.

## Zabytki
Do wojewódzkiego rejestru zabytków wpisany jest:
- kościół pw. Matki Boskiej Częstochowskiej z drugiej połowy XIV wieku, przebudowany w XVI wieku i w pierwszej połowie XVIII wieku. Kościół filialny, rzymskokatolicki należący do parafii pw. św. Jana Chrzciciela w Krzęcinie, dekanatu Choszczno, archidiecezji szczecińsko-kamieńskiej, metropolii szczecińsko-kamieńskiej. Kościół zbudowany z granitowych ciosów na planie prostokąta, w XIX wieku przebudowany w duchu neogotyku, ozdobiony ażurową sygnaturką, gzymsem i sterczynami na narożach, wewnątrz klasycystyczna ambona[5].

## Kultura i sport
We wsi znajduje się filia Gminnego Centrum Kultury w Krzęcinie. Funkcjonuje tu także sportowy klub piłki nożnej KS Orzeł Żeńsko.